# Empusa (orquídea)
Empusa é um género botânico pertencente à família das orquídeas (Orchidaceae).